# Scrobipalpuloides ascendens
Scrobipalpuloides ascendens är en fjärilsart som beskrevs av Povolny 1990. Scrobipalpuloides ascendens ingår i släktet Scrobipalpuloides och familjen stävmalar. Inga underarter finns listade i Catalogue of Life.